# Per Loft
Per Loft (født 16. maj 1922 i New York, død 26. marts 2012) var en dansk embedsmand, som 1976-1991 var departementschef i Socialministeriet. 
Han var søn af direktør Selmer Loft og hustru Inge f. Hecht-Pedersen (død 1923), blev student fra Odense Katedralskole 1940 og cand. jur. 1947. Han blev ansat som sekretær i Arbejds- og Socialministerierne samme år, blev fuldmægtig 1958, ekspeditionssekretær 1964, konstitueret kontorchef 1968, kontorchef 1970, blev chef for Sikringsstyrelsen 1972 og 1976 departementschef for Socialministeret, hvorfra han blev pensioneret 1991. 
Han var udlånt til Atomenergikommissionens sekretariat 1956-61, var medarbejder i overinspektionen for børneforsorg 1948-55, medarbejder og lærer ved Den sociale Skole i København 1954-56 og kontorchef i Københavns Understøttelsesforening fra 1962.
Loft blev medlem af Dronningens Centralkomité i 1964, af bestyrelsen for Sygekassernes Helsefond 1972, af Socialstyrelsens styrelsesråd 1973, af Socialministeriets planlægningsråd 1973 og formand for Sygesikringsnævnet for Søfarende 1973. Han var sekretær ved og medlem af udvalg vedrørende sociale forhold. 13. juni 1990 blev han Kommandør af 1. grad af Dannebrogordenen.
Per Loft blev gift 8. november 1947 med senere vicedirektør Tut Loft. Han var far til Peter Loft. Hans død indtrådte fem dage efter at sønnen Peter den 21. marts 2012 blev fritaget fra tjeneste som departementschef i Skatteministeriet af skatteminister Thor Möger Pedersen (SF).